# Internazionali di Francia 1927
Gli Internazionali di Francia 1927 (conosciuti oggi come Open di Francia o Roland Garros) sono stati la 32ª edizione degli Internazionali di Francia di tennis. Si sono svolti sui campi in terra rossa dello Stade Français di Parigi in Francia.
Il singolare maschile è stato vinto da René Lacoste, che si è imposto su Bill Tilden in cinque set col punteggio di 6–4, 4–6, 5–7, 6–3, 11–9. Il singolare femminile è stato vinto da Cornelia Bouman, che ha battuto in due set Irene Peacock. Nel doppio maschile si sono imposti Henri Cochet e Jacques Brugnon. Nel doppio femminile hanno trionfato Irene Peacock e Bobbie Heine. Nel doppio misto la vittoria è andata a Marguerite Broquedis in coppia con Jean Borotra.

## Seniors

### Singolare maschile
René Lacoste ha battuto in finale  Bill Tilden con il punteggio di 6–4, 4–6, 5–7, 6–3, 11–9.

### Singolare femminile
Cornelia Bouman ha battuto in finale  Irene Peacock con il punteggio di 6–2, 6–4.

### Doppio maschile
Henri Cochet /  Jacques Brugnon hanno battuto in finale  Jean Borotra /  René Lacoste con il punteggio di 2–6, 6–2, 6–0, 1–6, 6–4.

### Doppio femminile
Irene Peacock /  Bobbie Heine hanno battuto in finale  Peggy Saunders Mitchell /  Phoebe Holcroft Watson con il punteggio di 6–2, 6–1.

### Doppio misto
Marguerite Broquedis /  Jean Borotra hanno battuto in finale  Lilí de Álvarez /  Bill Tilden con il punteggio di 6–4, 2–6, 6–2.